# Heterosamara
Heterosamara es un género de plantas con flores perteneciente a la familia  Polygalaceae.  Comprende 18 especies descritas y de estas, solo  5 aceptadas.

## Taxonomía
El género fue descrito por Carl Ernst Otto Kuntze  y publicado en Revisio Generum Plantarum 1: 47. 1891.

## Especies aceptadas
A continuación se brinda un listado de las especies del género Heterosamara aceptadas hasta mayo de 2014, ordenadas alfabéticamente. Para cada una se indica el nombre binomial seguido del autor, abreviado según las convenciones y usos. 
- Heterosamara cabrae (Chodat) Paiva
- Heterosamara carrissoana (Exell & Mendonça) Paiva
- Heterosamara caudata (Rehder & E.H. Wilson) Paiva & P. Silveira
- Heterosamara resinosa (S.K. Chen) Paiva & P. Silveira
- Heterosamara wattersii (Hance) Paiva & P. Silveira